# Próba Benedicta

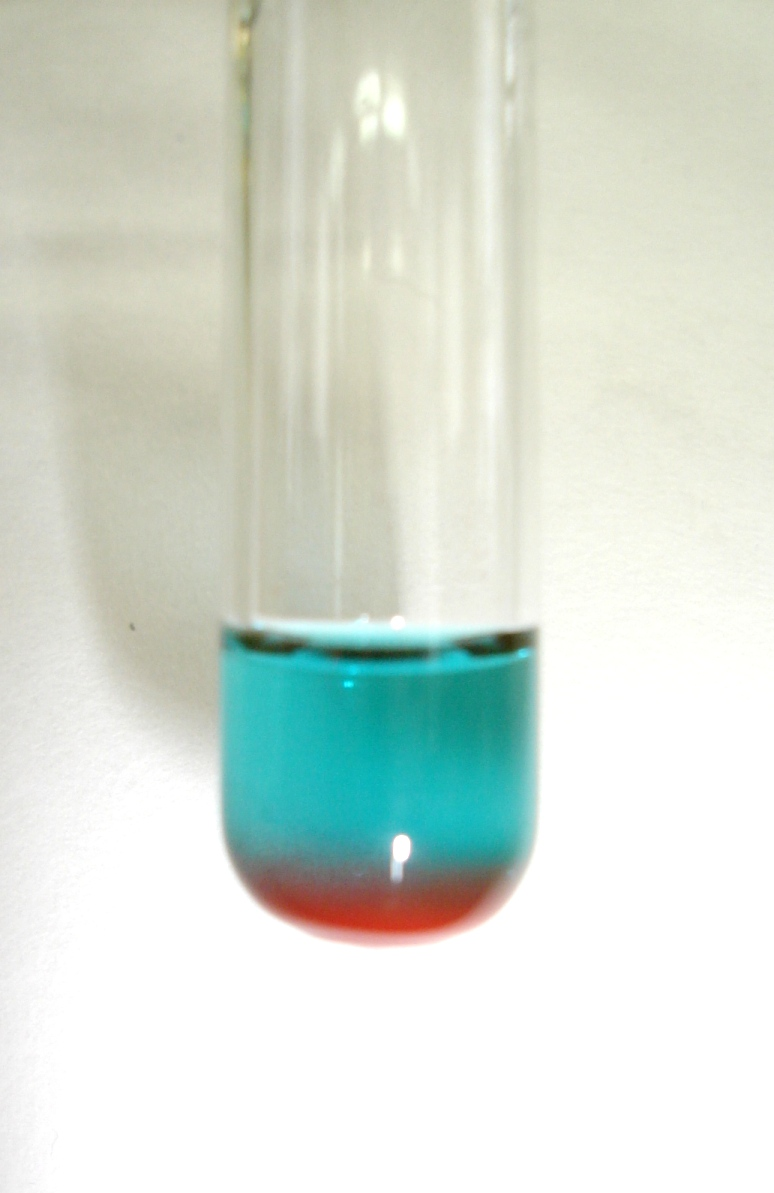
Pozytywny wynik próby Benedicta

Próba Benedicta – reakcja chemiczna, która służy do wykrywania większości cukrów (oprócz np. sacharozy) i aldehydów. Metoda została opublikowana przez Stanleya Benedicta w roku 1909.
Odczynnik Benedicta to ciemnoniebieski cytrynianowy kompleks miedzi(II) sporządzany przez rozpuszczenie w wodzie siarczanu miedzi(II), cytrynianu sodu i węglanu sodu. W porównaniu z odczynnikiem Fehlinga jest znacznie mniej zasadowy (ze względu na zastąpienie wodorotlenku sodu węglanem), bardziej czuły i bardziej odporny na substancje towarzyszące, np. kwas moczowy. Wykazuje dużą trwałość i może być przechowywany w temperaturze pokojowej przez co najmniej rok.
Odczynnik dodaje się do badanego roztworu i doprowadza do wrzenia. Duże stężenie cukrów redukujących lub aldehydu powoduje powstanie czerwonego osadu tlenku miedzi(I), mniejsze żółtego osadu. Przykładowa reakcja z aldehydem octowym:
2 Cu(OH)2 + CH3CHO + OH− → Cu2O + CH3COO− + 3 H2O
Pozytywny wynik próby dają aldehydy (np. aldozy) i α-hydroksyketony (np. ketozy).